# Suleiman Cassamo
Suleiman Cassamo (Marracuene, 2 de noviembre de 1962) escritor y profesor de Mozambique.
Estudió Ingeniería mecánica y es miembro de la Associação dos Escritores Moçambicanos.
Ha publicado en Charrua, Gazeta de Artes e Letras, Eco, Forja y Notícias.

## Obras
- O regresso do morto, 1987
- Amor de Baobá, 1997
- Palestra para Um Morto, 1999

## Premios
- Prémio Guimarães Rosa, Radio France Internacionale:O Caminho de Phati (1994).